# 468 p.n.e.
| [ Edytuj tabelę ] |                                                                            |
| Władca Chin       | - 469 p.n.e. Zhendingwang 441 p.n.e.                                       |
| Król Epiru        | - 480 p.n.e. Admetos 450 p.n.e.                                            |
| Król Kartaginy    | - 480 p.n.e. Hannon 440 p.n.e.                                             |
| Król Macedonii    | - 498 p.n.e. Aleksander I 454 p.n.e.                                       |
| Władca Persji     | - 486 p.n.e. Kserkses I 465 p.n.e.                                         |
| Król Sparty       | - 480 p.n.e. Plejstarchos 459 p.n.e. - 469 p.n.e. Archidamos II 427 p.n.e. |
| Król Syngalezów   | - 474 p.n.e. Abhaya 454 p.n.e.                                             |
| Tyran Syrakuz     | - 478 p.n.e. Hieron I 466 p.n.e.                                           |
| Król Tracji       | - 480 p.n.e. Teres I 445 p.n.e.                                            |

Rok 468 p.n.e.
stulecia: VI wiek p.n.e. ~
V wiek p.n.e. ~
IV wiek p.n.e.

lata: 478 p.n.e. «
472 p.n.e. «
471 p.n.e. «
470 p.n.e. «
469 p.n.e. «
468 p.n.e. »
467 p.n.e. »
466 p.n.e. »
465 p.n.e. »
464 p.n.e. »
458 p.n.e.

## Wydarzenia
- wojska Argos zburzyły Mykeny
- Grecy pod wodzą Kimona pokonali Persów pod Eurymedonem (data sporna lub przybliżona)

## Zmarli
- Symonides, liryk grecki (data sporna lub przybliżona)
- Arystydes Sprawiedliwy, polityk ateński (data sporna lub przybliżona)